# If a Tree Falls: A Story of the Earth Liberation Front
If a Tree Falls: A Story of the Earth Liberation Front ist ein US-amerikanischer/britischer Dokumentarfilm von Marshall Curry und Sam Cullman. Der Film behandelt die Ursprünge, Motive und Organisation der Earth Liberation Front und des Ökoterrorismus im Allgemeinen. Die Premiere des Films fand im Januar 2011 auf dem Sundance Film Festival statt, bei dem der Film zusätzlich den Preis Documentary Film Editing Award erhielt. Am 22. Juni 2011 startete der Film in ausgewählten US-amerikanischen Kinos. Am 24. Januar 2012 wurde der Film für einen Oscar in der Kategorie Bester Dokumentarfilm nominiert.

## Handlung
Mit der Operation Backfire des Federal Bureau of Investigation wurden im Dezember 2005 14 Mitglieder einer Zelle der Earth Liberation Front verhaftet und des Ökoterrorismus angeklagt. Die Gruppe wurde vom FBI als „größte inländische Bedrohung“ angesehen. Unter den Verhafteten befand sich auch Daniel McGowan. Der Dokumentarfilm zeigt die Geschichte der Zelle anhand von McGowan. Dieser wurde der Brandstiftung und Verschwörung zur Brandstiftung beschuldigt und zu 7 Jahren in Haft und einer Schadensersatzzahlung von 1,9 Millionen US-Dollar verurteilt. McGowan beschreibt seine Ansichten und Motivationen, die zur Beteiligung an der Zelle führten. Zudem behandelt der Film die Verhaftung und den Prozess der Zellenmitglieder. Er behandelt dabei die Frage, ob die Bezeichnung der Mitglieder als Terroristen richtig ist und wie effektiv traditionelle Formen des friedlichen Protests sind.

## Rezeption

### Kritiken
Kritikermeinungen zu If a Tree Falls: A Story of the Earth Liberation Front fielen hauptsächlich positiv aus. Gary Goldstein von der Los Angeles Times gab an, der Film betrachte „zurecht […] beide Seiten der Debatte“. Auch Stephen Holden, Redakteur der New York Times, lobte die „Nüchternheit“ und nannte die Argumente des Films „sorgfältig ausgewogen“. Auch ein Review von Mark Feeney im Boston Globe bezeichnete den Film als „eindrucksvoll nachdenklich“, nannte aber den Hauptcharakter der Dokumentation, Daniel McGowan, eine „nicht sehr überzeugende Figur“. Ähnlich äußerte sich auch Walter Addiego vom San Francisco Chronicle. Er erkannte im Film fast schon eine „Verteidigungsschrift“ für die Aktivitäten der Zelle und nannte dies „deprimierend“. Rotten Tomatoes zählt insgesamt 31 Reviews, wobei 27 als positiv und 4 als negativ gegenüber der Dokumentation gerichtet sind. Dies entspricht eine durchschnittliche Bewertung von 7/10 Punkten. Der Metascore liegt bei 65 von 100 Punkten, der auf 14 verschiedenen Kritiken basiert.

### Auszeichnungen
Der Film erhielt neben dem Documentary Film Editing Award auf dem Sundance Film Festival 2011 noch weitere Auszeichnungen. So gewann die Dokumentation auf dem Santa Cruz Film Festival 2011 den Environmental Film Award, auf dem Nashville Film Festival 2011 den Preis in der Kategorie Best Documentary Feature und auf dem Dallas International Film Festival 2011 den Grand Jury Prize. Auf dem Miami Film Festival erreichte der Film den zweiten Platz des Grand Jury Prize. Neben der Nominierung für einen Oscar 2012 ist der Film auch noch für den WGA Award der Writers Guild of America in der Kategorie Best Documentary Screenplay nominiert.

### Erfolg
Nach seinem Start am 22. Juni 2011 in ausgewählten Kinos in den USA nahm der Film insgesamt 61.794 $ ein. Am ersten Wochenende lagen die Einnahmen bei 5.634 US-Dollar in zwei Kinos, die den Film zeigten. Insgesamt zeigten fünf Kinos in den USA den Film der Öffentlichkeit.